# Campionat de Finlàndia de trial
El Campionat de Finlàndia de trial, regulat per la federació finlandesa de motociclisme, SML (Suomen Moottoriliitto r.y.), és la màxima competició de trial que es disputa a Finlàndia.

## Llista de guanyadors
A 1 de gener de 2025
| Temporada | Campió                                    | Motocicleta      |
| --------- | ----------------------------------------- | ---------------- |
| 1960      | Antii Syvälahti                           | Greeves          |
| 1961      | Lars Jahn                                 | Triumph          |
| 1962      | Gastaf Eklund                             | Triumph          |
| 1963      | Veikko Kamunen                            | BSA              |
| 1964      | Juhani Tapio                              | Husqvarna        |
| 1965      | Pertti Luhtasuo                           | Bultaco          |
| 1966      | Pertti Luhtasuo                           | Bultaco          |
| 1967      | Pertti Luhtasuo                           | Bultaco          |
| 1968      | Pertti Luhtasuo                           | Bultaco          |
| 1969      | Pertti Luhtasuo                           | Bultaco          |
| 1970      | Yrjö Vesterinen                           | Montesa          |
| 1971      | Yrjö Vesterinen Tarmo Välisalo (Ex aequo) | Montesa Yamaha   |
| 1972      | Yrjö Vesterinen                           | Bultaco          |
| 1973      | Yrjö Vesterinen                           | Bultaco          |
| 1974      | Yrjö Vesterinen                           | Bultaco          |
| 1975      | Yrjö Vesterinen                           | Bultaco          |
| 1976      | Yrjö Vesterinen                           | Bultaco          |
| 1977      | Yrjö Vesterinen                           | Bultaco          |
| 1978      | Yrjö Vesterinen                           | Bultaco          |
| 1979      | Yrjö Vesterinen                           | Bultaco          |
| 1980      | Yrjö Vesterinen                           | Montesa          |
| 1981      | Timo Ryysy                                | Bultaco          |
| 1982      | Timo Ryysy                                | Bultaco / Fantic |
| 1983      | Timo Ryysy                                | Fantic           |
| 1984      | Peter Jahn                                | Montesa          |
| 1985      | Peter Jahn                                | Honda            |
| 1986      | Peter Jahn                                | Garelli          |
| 1987      | Peter Jahn                                | Beta             |
| 1988      | Peter Jahn                                | Beta             |
| 1989      | Tommi Ahvala                              | Aprilia          |
| 1990      | Tommi Ahvala                              | Aprilia          |
| 1991      | Tommi Ahvala                              | Aprilia          |
| 1992      | Peter Jahn                                | Gas Gas          |
| 1993      | Jussi Haapanen                            | Beta             |
| 1994      | Joachim Hindren                           | Gas Gas          |
| 1995      | Jussi Haapanen                            | Beta             |
| 1996      | Joachim Hindren                           | Gas Gas          |
| 1997      | Joachim Hindren                           | Gas Gas          |
| 1998      | Joachim Hindren                           | Gas Gas          |
| 1999      | Joachim Hindren                           | Montesa          |
| 2000      | Joachim Hindren                           | Gas Gas          |
| 2000      | Tommi Ahvala (Indoor)                     | Gas Gas          |
| 2001      | Joachim Hindren                           | Gas Gas          |
| 2002      | Joachim Hindren                           | Gas Gas          |
| 2003      | Joachim Hindren                           | Gas Gas          |
| 2004      | Joachim Hindren                           | Gas Gas          |
| 2005      | Joachim Hindren                           | Scorpa           |
| 2006      | Joachim Hindren                           | Scorpa           |
| 2007      | Henri Himmanen                            | Sherco           |
| 2008      | Henri Himmanen                            | Beta             |
| 2009      | Henri Himmanen                            | Beta             |
| 2010      | Henri Himmanen                            | Beta             |
| 2011      | Jussi Haapanen                            | Gas Gas          |
| 2012      | Timo Myöhänen                             | Beta             |
| 2013      | Timo Myöhänen                             | Beta             |
| 2014      | Timo Myöhänen                             | Ossa             |
| 2015      | Timo Myöhänen                             | Ossa             |
| 2016      | Timo Myöhänen                             | Vertigo          |
| 2017      | Timo Myöhänen                             | Vertigo          |
| 2018      | Timo Myöhänen                             | Vertigo          |
| 2019      | Timo Myöhänen                             | Vertigo          |
| 2020      | Timo Myöhänen                             | Vertigo          |
| 2021      | Timo Myöhänen                             | Vertigo          |
| 2022      | Timo Myöhänen                             | Vertigo          |
| 2023      | Niko Nurmio                               | Vertigo          |
| 2024      | Anton Parkkonen                           | TRRS             |

## Estadístiques

### Campions amb més de 3 títols
A 1 de gener de 2025
| Pilot           | Títols |
| --------------- | ------ |
| Yrjö Vesterinen | 11     |
| Joachim Hindren | 11     |
| Timo Myöhänen   | 11     |
| Peter Jahn      | 6      |
| Pertti Luhtasuo | 5      |
| Tommi Ahvala    | 4      |
| Henri Himmanen  | 4      |